# Roy Fosdahl
Roy Fosdahl (20 aprile 1911 – 5 febbraio 1980) è stato un calciatore norvegese, di ruolo portiere.

## Carriera

### Club
Fosdahl giocò con la maglia del Kvik Halden.

### Nazionale
Conta 2 presenze per la Norvegia. Esordì il 2 novembre 1930, schierato in campo nella sfida pareggiata per 1-1 contro la Germania.